# Камкин, Виктор Петрович
Виктор Петрович Камкин (26 января 1902, Санкт-Петербург — 18 сентября 1974, Вашингтон) — русский книгоиздатель, книготорговец, библиотекарь и книголюб.

## Биография
Сын крупного чиновника-финансиста. Революция застала Камкина в стенах реального училища, которое он покинул и поступил добровольцем в Белую армию адмирала Колчака. Воевал в армии Колчака, с частями которой в 1923 году эмигрировал в Харбин.

### В Китае
В Харбине окончил реальное училище, а в 1928 г. окончил Русский Юридический факультет. Некоторое время работал библиотекарем на КВЖД.
Переехав в 1929 году в Шанхай, стал одним из организаторов, а в 1933-35 (1932-36?) гг. совладельцем библиотеки и книгоиздательства «В. П. Камкин и А. П. Малык» (выпущено 26 названий книг, в том числе сочинения А. В. Амфитеатрова, А. Т. Аверченко, Б. Я. Ильвова), в 1936 году — соучредителем «Издательства В. Камкин и Попов», затем издательства «Слово».
С мая 1937 года — в Тяньцзине, где заведовал книжным магазином «Знание» («Наше знание»), библиотекой и книгоиздательством «Наше знание». С октября 1942-го по январь 1946 года — помощник управляющего итало-американской типографией и издательства «Чили Пресс» в Тяньцзине. С февраля 1946-го по июнь 1947 года — переводчик и помощник офицера американской военной газеты «North China Marine» в типографии «Тяньцзинь Пресс».
В 1948 году переехал в Циндао и продолжил печатать газету «North China Marine» в собственной типографии. Был избран председателем Российской эмигрантской ассоциации Циндао.

### В Америке
С 1952 года — в Вашингтоне, где в 1953-м совместно с женой Еленой Андреевной открыл первый в городе магазин русской книги. Снабжал книгами крупнейшие библиотеки, университеты и общества США.
В 1959 году Камкин начинает издательскую деятельность. К началу 1970-х годов русское книгоиздательское и книготорговое предприятие Камкина «Kamkin Victor Inc.» становится одним из крупных и известных в мире (12 млн книг на вашингтонских складах; издано ок. 70 авторов). Предприятие имело отделения в Сан-Франциско, Рочестере, Чикаго, Лос-Анджелесе, Хартфорде, Филадельфии и продолжало интенсивно выпускать и распространять русскую книгу разнообразного тематического и жанрового репертуара.
Скончался 18 сентября 1974 года в Вашингтоне.
Основанная им книготорговля продолжалась под руководством его вдовы, Е. А. Камкиной. Затем магазин перешёл во владение внука Камкиных — Игоря Калагеорги. Ввиду возникших финансовых затруднений магазин закрылся в 2000-х годах.